# Phare d'Azeda
Le phare d'Azeda est un phare situé sur une colline au-dessus de la municipalité de Setúbal, dans le district de Setúbal (Région de Lisbonne-et-Val-de-Tage au Portugal).
Il est géré par l'autorité maritime nationale du Portugal à Oeiras (Grand Lisbonne) .

## Histoire
C'est une tour cylindrique, de construction moderne, peinte en blanc avec deux bandes horizontales rouges dans la partie supérieure. La lanterne et le balcon sont aussi rouges. Cette tour sert aussi de réservoir d'eau pour la ville. C'est un isophase de couleur jaune servant à l'alignement d'entrée du port de Setúbal.
Identifiant : ARLHS : POR065 ; PT-385 - Amirauté : D2151.1 - NGA : 3568 .

## Voir ausdsi

### Lien connexe
- Liste des phares du Portugal